# Іщенко Микола Павлович
Микола Павлович Іщенко (26 травня 1946) – український вчений, філософ, гуманіст-демократ, політолог, педагог, доктор філософських наук (1990), професор (1992), заслужений працівник освіти України (2008).  

## Освіта, службова кар'єра
Микола Іщенко народився в сім`ї офіцера Радянської армії. Здобув спеціальну середню освіту, закінчивши в 1965 р. Золотоніський технікум ветеринарної медицини. У роки навчання особливу увагу приділяв вивченню медичної, історичної та філософської проблематики. Паралельно закінчив Золотоніську середню школу № 4 (1964) і Драбівську середню заочну школу (1965). У 1964–1965 рр. працював фельдшером ветеринарної медицини в Черкаській області.  
У 1965–1968 рр. перебував на дійсній службі в ракетних військах стратегічного призначення Збройних Сил СРСР.
Вищу освіту здобув на філософському факультеті Київського державного університету імені Тараса Шевченка за спеціальністю «філософські науки 09.00.02, діалектика і методологія пізнання», отримавши фах філософа, викладача філософських дисциплін. Був переможцем Всесоюзного конкурсу студентських наукових робіт (1970), у студентські роки друкувався в наукових журналах ВАК СРСР.
Захистив дисертацію на здобуття наукового ступеня кандидата філософських наук в КДУ ім. Т. Шевченка (1977 р.). У 1973–1977 рр. – викладач, доцент Донецького політехнічного інституту. Від 1977 р. – доцент Черкаського державного педагогічного інституту. Докторську дисертацію «Сутність, протиріччя і тенденції соціального становлення молоді (соціально-філософський аспект юнознавства)» захистив у Москві в квітні 1990 р.
Від 1991 р. – професор кафедри філософії, у 1994–2008 рр. – завідувач кафедри політології і права, з 2008 р. – завідувач кафедри державного управління і соціально-політичних наук Черкаського національного університету імені Богдана Хмельницького. Завдяки ініціативі й дворічній підготовчій роботі М. Іщенка відкрито в 2008 р. в університеті магістратуру зі спеціальності «Державна служба». З 2018 р. – професор кафедри державної служби, публічного адміністрування та політології.

## Наукові досягнення
У колі пріоритетних дослідницьких проблем ученого – соціальна філософія, філософія гуманізму і демократії, ювенологія, філософія науки, філософська методологія глобального еволюціонізму, розвиток інституцій держави, публічного управління, громадянського суспільства. Він є автором понад 310 наукових публікацій, серед них понад 30 монографій, підручників і навчальних посібників. Результати своїх наукових досліджень оприлюднював на 160 конференціях міжнародного, всеукраїнського та регіонального рівнів.
Професором М. Іщенком створена власна філософська система, висунуто та обґрунтовано чимало оригінальних філософських ідей і теорій, які генеровані на основі методології еволюціонізму, коеволюції і людиноцентризму, на новій загальноцивілізаційній мегапарадигмі прогресу. В основу своєї філософії він поклав істину, науково доведену Е. Шредінгергом у науковій праці «Що таке життя?» та Ч. Дарвіном, Р. Клаузіусом, Г. Хакеном, І. Пригожіним, І. Стенгерс та ін., про всезагальну дієвість об'єктивних законів еволюції.
Системоутворюючими теоріями в його філософській системі є: 1) теорія соціального становлення людини і механізму дії об’єктивного закону соціального становлення людини/особистості/молоді, відкритого М. Іщенком; 2) системна теорія й методологія двоєдиності гуманізму і демократії; 3) теорія і динамічна модель гуманно-демократичної життєтворчості; 4) теорія гуманно-демократичного публічного управління; 5) теорія цінностей патріотизму і створення Кодексу честі патріотів України; 6) теорія і методологія ювенології як нового, започаткованого М. Іщенком, напрямку фундаментальних досліджень в Україні. 
Ним розроблені гносеологічні основи пізнаванності світу та аргументаційно-верифікаційний метод, який включає в себе евристичний потенціал цифрової технологізації знань. Вчений вперше здійснив розробку й увів у науковий обіг категорії «соціогенез» і «соціальне становлення людини/особистості/молоді».
У 1980-і роки М. Іщенко розробив теорію соціального становлення людини, аргументовану на основі ідей Ч. Дарвіна про еволюцію та ідеї Геракліта про становлення всього сущого як принцип, а також філософських праць Арістотеля і Георга Гегеля про виникнення наявного буття із становлення. Він усебічно обґрунтував згідно з об’єктивним законом рівності і протилежності сил дії і протидії своє формулювання об’єктивного закону соціального становлення людини: «На людину, включену в життєтворчість суспільства в сферах освіти, культури, науки, виробництва та ін., впливають два протилежні процеси, які визначають співвідношення сил дії і протидії зростанню соціальності людини, розвитку розуму людини і еволюції її соціальної гуманності і демократичності, як сутнісних, вроджених конструктів соціального становлення людини розумної (Homo sapiens)».
Закон соціального становлення людини полягає в співвідношенні дії і протидії в ньому: ККД=А/(А+В) ×100 %, де ККД — коефіцієнт корисної дії соціального становлення людини; А — сума корисних витрат на сприяння соціальному становленню людини; В — сума витрат на протидію соціальному становленню людини.
Він дослідив і аргументував об’єктивний закон нерозривної взаємозалежності принципів гуманізації/дегуманізації – демократизації/тоталітаризації – деетатизації/етатизації – децентралізації/централізації – деконцентрації/концентрації й показав їхню дієвість у сферах трудових відносин, власності, влади, в соціальних групах. На основі цього закону він запропонував модель визначення коефіцієнту корисної дії публічної влади.
З кінця 1980-х років учений є засновником і керівником наукової школи України з філософії гуманізму і демократії, яка базується на соціально-гуманістичних і ліберально-демократичних цінностях та принципах гносеологізму, плюралістичності, світоглядно-антропоцентричної аргументації й нелінійного, поліцентричного мислення. У 1994–2015 рр. очолював розробку низки комплексних кафедральних наукових тем, упродовж 20 років очолював аспірантуру з політичних наук та готував кандидатів наук.
Входив до складу спеціалізованих вчених рад із захисту кандидатських дисертацій та до вченої ради і науково-експертної ради Черкаського національного університету імені Богдана Хмельницького. Дійсний член (академік) Української академії політичних наук (2007) і Української академії національного прогресу (1993).

## Громадська діяльність
У 1986–1991 рр. М. Іщенко працював у робочих групах Верховної ради СРСР з питань помилування дисидентів та Ради міністрів СРСР з питань соціально-економічних реформ, розробив моделі становлення гуманного, демократичного суспільства і утворення Співдружності Незалежних Держав та де-юре визнання суверенітету колишніх союзних республік.   
За результатами наукових досліджень та за участі М. Іщенка був прийнятий Закон України «Про сприяння соціальному становленню та розвитку молоді в Україні» від 05.02.1993. №2998-ХІІ. Ним впроваджені в життя такі його ідеї: критичне ставлення до марксистсько-ленінського вчення та до партійно-номенклатурної бюрократії, відмова від примусового вступу до ВЛКСМ, боротьба з антиподами гуманного, демократичного способу життя, боротьба зі свавіллям, корупцією комуністичних партійних чиновників-бюрократів, вимога відміни 6 ст. Конституції СРСР (керівна роль КПРС) та ін. Бюрократична партійна і педагогічна номенклатура сприйняла його ідеї негативно і піддавала нападкам та створювала перешкоди в науково-освітній діяльності.
Брав участь у підготовці нової Конституції України, прийнятої на п’ятій сесії Верховної Ради України 28 червня 1996 р.
Член Національної спілки журналістів України від 2010 р.
На початку 1990-х років залучив значні муніципальні та спонсорські кошти задля вдосконалення соціальної інфраструктури (асфальтування вулиць, спорудження водогону, ставка тощо) в селі Вершина-Згарська.

## Нагороди
- 1991 р. — Нагрудний знак «Відмінник народної освіти УРСР».
- 1996 р. — Почесна грамота Міністерства освіти і науки України.
- 2001 р. — Почесна грамота Міністерства освіти і науки України.
- 2008 р. — Почесне звання Заслужений працівник освіти України.

## Основні праці

### Монографії і посібники
1. Социалистический образ жизни и личность: [монографія] / Н. П. Ищенко. — Киев, 1985. — 182 с.
2. Социальное становление советской молодежи: [монографія] / Н. П. Ищенко. — Киев, 1989. — 239 с.
3. Социально-философские проблемы юноведения. — М.; Киев, 1992. — 50 с.
4. История Украины: учеб. пособие / Н. И. Бушин, Н. П. Ищенко, В. И. Коваль, В. Ю. Крушинский. — Киев - Черкассы, 1996. — 384 с. (гриф МОНУ).
5. Людинознавча компетентність керівника, менеджера, спеціаліста: [монографія] / М. П. Іщенко, І. І. Руденко ; за ред. М. П. Іщенка. — Черкаси, 2003. — 200 с.
6. Політологія: навч. посіб. для студ. вищ. навч. закл. / М. П. Іщенко.– Черкаси, 2004. — 388 c. (гриф МОНУ).
7. Практикум з політології: навч.-метод. посіб. / М. П. Іщенко, О. М. Іщенко ; ред. М. П. Іщенко. — Черкаси, 2004. — 324 с.
8. Політологія: питання теорії і методики: навч.-метод. посіб. / М. П. Іщенко, Ж. В. Деркач ; ред. М. П. Іщенко. — Черкаси, 2006. — 320 с.
9. Культурологія: навч. посіб. / М. П. Іщенко, П. І. Гаман, О. М. Іщенко, А. О. Овчаренко ; за ред. М. П. Іщенка. — Черкаси, 2008. — 292 с. (гриф МОНУ).
10. Філософія науки: питання теорії і методології: навч. посіб. / М. П. Іщенко, І. І. Руденко ; за ред. М. П. Іщенка. — К., 2010. — 442 c. (гриф МОНУ).
11. Основи демократії: навч.-метод. посіб.: 2-е вид., доп / М. П. Іщенко, О. М. Іщенко, П. І. Гаман ; за ред. проф. М. П. Іщенка. . — Черкаси, 2011. — 232 с.
12. Соціальна і гуманітарна політика: навч.-метод. посіб. / М. П. Іщенко, А. О. Овчаренко, Я. В. Подолян ; за ред. проф. М. П. Іщенка. — Черкаси, 2011. — 400 с.
13. Правове забезпечення державного управління і місцевого самоврядування: навч.-метод. посіб. / М. П. Іщенко, Б. М. Гук ; за ред. М. П. Іщенка. — Черкаси, 2011. — 228 с.
14. Вища освіта України і Болонський процес: навч.-метод. посіб. / М. П. Іщенко, А. О. Овчаренко, В. П. Ткаченко ; за ред. проф. М. П. Іщенка. — Черкаси, 2012. — 360 с.
15. Людина у Всесвіті і світовій цивілізації: [монографія] / М. П. Іщенко, І. І. Руденко ; за ред. М. П. Іщенка. — Київ, 2013. — 458 c.
16. Публічне управління та адміністрування: навч.-метод. посібник / М. П. Іщенко, О. М. Іщенко, Л. Я. Самойленко; за ред. М. П. Іщенка. — Черкаси, 2017. — 476 с.
17. Іщенко М. П., Іщенко О. М. Методичні рекомендації до написання курсових і кваліфікаційних робіт на здобуття освітніх ступенів «бакалавр» і «магістр»/ за ред. проф. М. П. Іщенка. — Черкаси, 2020. — 84 с.
18. Патріот України у системі цінностей філософії гуманізму і демократії: навч. посібник / М. П. Іщенко. — Черкаси, 2021. — 188 с.

### Енциклопедії, словники
1. Соціально-політичний словник-довідник: навч.-метод. посіб. для вузів / М. Іщенко, В. Андрущенко, М. Титарчук, П. Маленко ; за ред. проф. М. Іщенка. — Київ – Черкаси, 1999. — 304 с. (гриф МОНУ).
2. Філософія політики: короткий енциклопедичний словник / авт.-упоряд.: В. П. Андрущенко, Т. В. Андрущенко, М. П. Іщенко [та ін.]. — Київ, 2002. — 670 с. (гриф МОНУ).
3. Соціально-політична енциклопедія / М. П. Іщенко, О. М. Іщенко ; за ред. М. П. Іщенка. — Черкаси, 2012. — 636 c.

### Вибрані статті
1. Закон перемены труда и его действие при социализме / Н. Ищенко, В. Г. Лиходей, Г. Постригань // Вестник Киевского университета. Серия Экономика: [сб. науч. тр.]. — 1971. — № 13. — C. 16–20.
2. Здоровье как фактор социального поведения личности молодого человека // Социально-философские и мировоззренческие проблемы здоровья человека : материалы Всесоюз. конф., Львов, ноябрь 1984. — М., 1984. — С. 83–87.
3. Підвищення культури потреб // Філософська думка. — 1984. — № 5. — С. 14–16.
4. Вдосконалення способу життя як фактор виховання молоді // Філософська думка. — 1986. — № 2. — С. 10–17.
5. Социальное становление молодежи в условиях современной цивилизации // Вторая международная науч.-практ. конф. «Молодежь в процессе обновления в социалистических странах», Москва, 10–15 ноября 1988 г. — М., 1988. — С. 7–9.
6. Життя — найвища цінність у людини // Вісник Черкаського університету. Серія Філософія: [зб. наук. ст.]. — [Початок]: Черкаси, 1999. — Вип. 14. — С. 3–12; [продовження]: Черкаси, 2000. — Вип. 20. — С. 3–12.
7. Феномен громадянського суспільства в сучасній цивілізації // Українська національна ідея: реалії та перспективи розвитку. Вип. 6. — Львів, 2001. — С. 33–39.
8. Формування соціально-політичних пріоритетів у сучасної української молоді // Вісник Черкаського університету. Серія Педагогічні науки: [зб. наук. ст.]. — Черкаси, 2003. — Вип. 3. — С. 34–41.
9. Актуальні питання методики і методології викладання політології у вищих навчальних закладах України / М. П. Іщенко, О. М. Іщенко // Вісник Черкаського університету. Серія Педагогічні науки: [зб. наук. ст.]. — Черкаси, 2007. — Вип. 99. — С. 74–84.
10. Відносини України і Німеччини в контексті євроінтеграції / М. П. Іщенко // Niemcy w XXI wieku. Wybrane problemy polityczne I spoleczne. — Bydgoszcz, 2009. — С. 167—173.
11. Теоретико-методологічні засади реформування державної служби та державного управління в Україні // Вісник державної служби України. — 2010. — № 3. — С. 13–18.
12. Людина в суспільстві знань. Парадигми постнекласичної науки / М. П. Іщенко, І. І. Руденко // Українська людина в європейському світі: виміри ідентичності: навч. посіб. — Київ, 2015. — С. 395—428.
13. Філософія гуманізму і демократії — квінтесенція соціально-гуманістичного становлення людини та світової цивілізації // Вісник Черкаського університету. Серія Філософія. — 2016. — № 2. — С. 3–10.
14. Становлення української моделі демократичного, гуманного управління на основі філософії гуманізму і демократії // Пріоритети публічного управління в Україні: європейський досвід і вітчизняна практика: зб. матеріалів всеукраїнської наук.-практ. конф., 30 трав. 2017 р. — Черкаси, 2017. — С. 116—128.
15. Цінності філософії гуманізму і демократії — основний критерій прогресивності публічного управління та адміністрування / Іщенко М. П. — С. 261—286; Соціально-управлінський і морально-естетичний виміри освітньої та економічної діяльності / Іщенко М. П., Руденко І. І. — С. 338—359. // Соціально-філософські аспекти економіки, управління та освіти: [монографія] / за ред. Пантєлєєвої Н. М., Іщенка М. П., Руденка І. І. — Черкаси, 2017. — 461 с.
16. Філософія гуманізму і демократії / М. П. Іщенко, О. М. Іщенко // Вісник Черкаського університету. Серія Філософія. — 2017. — № 1. — С. 64–71.
17. Філософія гуманізму і демократії – основа становлення оптимального гуманного, демократичного суспільства / М. П Іщенко // Наукова конференція наукової школи філософії гуманізму і демократії докт. філос. наук, професора М.П. Іщенка. ЧНУ ім. Б. Хмельницького, 18.12.2017 (Див.: YouTube).
18. Місце та роль філософії гуманізму і демократії в формуванні ціннісних установок сучасного державного службовця / М. П. Іщенко // Круглий стіл до 100-річчя державної служби України. ЧНУ ім. Б. Хмельницького, 22.06.2018 (Див.: YouTube).
19. Патріот України в аксіології філософії гуманізму і демократії: аспект єдності українського суспільства / М. П. Іщенко // Філософські, історіософські та педагогічні аспекти єдності українського суспільства. – Київ, НАПНУ, 2021. – 356 с.
20. Іщенко М. П. Виживання українського патріотизму в соціотектоніці містобудування та в соціальній еволюції цінностей філософії гуманізму і демократії // Просторове планування: містопланування, архітектура, політичні та соціокультурні засади : [зб. наук. пр.]. – Вип. ІІ. Урбаністичний форум 2021. Київ, КНУБА, 9–10 грудня 2021 р. – Київ–Тернопіль. - 2021. - В 2-х ч. Частина 1. – 283 с. – С. 23–28.
21. Ищенко Николай Павлович. Закон социального становления человека разумного (Homo sapiens) // MODERN SCIENTIFIC CHALLENGES AND TRENDS: a collection scientific works of the International scientific conference (21-22 May, 2022) - Warsaw: Sp. z o. o. "iScience", 2022. - 208 p. – Р. 156–161.
22. Іщенко М. П. Закон соціального становлення людини розумної (Homo sapiens) // Проблеми та перспективи сучасної науки та освіти: матеріали V Міжнародної наук.-практ. конф., м. Львів, 21-22 травня 2022 р., – Львів , 2022. – С. 48–50.
23. Ищенко Н. Закон социального становления человека разумного (Homo sapiens) // «Гуманітарний простір науки: досвід та перспективи»: зб. Матеріалів 35 Міжнарод. наук.-практ. інтернет-конф., 31 травня 2022 р., Переяслав, 2022. – Вип. 35. – С. 150–155.
24. Іщенко М. П. Об’єктивний закон соціального становлення людини: вплив на еволюцію українців // Проблеми цивілізаційної суб’єктності України: місія науки і освіти: матеріали Всеукраїнської міжгалузевої наук.-практ. онлайнконференції (Київ, НАПНУ, 29 вересня – 1 жовтня 2022 р.). – Київ : 2022. – 722 с. – С. 365–376.